# 田杰
田杰（1958年1月— ），天津人，中华人民共和国政治人物。北京大学国际政治系毕业，中共中央党校在职研究生学历。1983年10月加入中国共产党。曾任全国政协提案委员会驻会副主任、全国政协社会和法制委员会办公室主任，陕西省政协秘书长，中共汉中市委书记、汉中市人民政府市长等职。

## 早年经历
受文化大革命影响，17岁时，田杰中断学业，在西安市阎良区插队劳动，曾任知青组长、团支部委员。1979年进入西安飞机制造工业公司工作，前后十三年；曾任该公司共青团委书记。在此期间，田杰先后在北京大学国际政治系和西北工业大学现代航空企业管理专业学习。

## 仕途
1992年7月，田杰出任共青团陕西省委副书记、陕西省青年联合会主席，走上仕途；1997年11月，升任团省委书记；2000年2月，外放汉中，先后担任中共汉中市委副书记、市长，市委书记，市人大常委会主任等职。2010年1月，在第十届陕西省政协第三次会议上，田杰当选省政协秘书长；在534张选票中，获得523张赞成。
2011年1月，田杰辞去陕西省政协秘书长职务，调全国政协工作，任社会与法制委员会办公室主任；2014年6月，被增补为第十二届全国政协委员，并担任提案委员会驻会副主任；2018年1月，连任第十三届全国政协委员；2018年6月，因年龄原因，不再担任提案委员会驻会副主任。